# Gonodonta parens
Gonodonta parens là một loài bướm đêm trong họ Noctuidae.